# Bang! (gra)

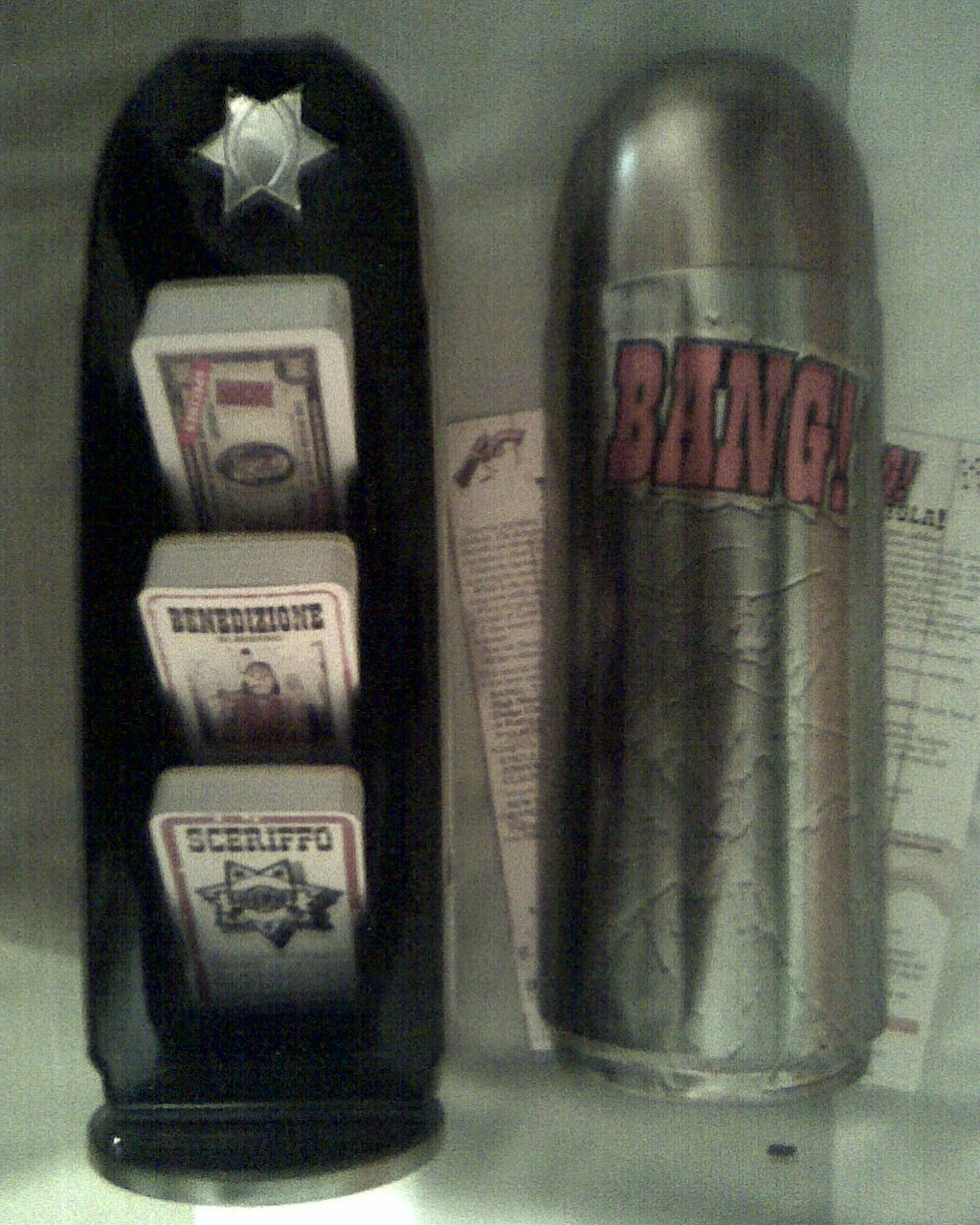
Włoska edycja specjalna: opakowanie w kształcie naboju

Bang! – gra karciana wydana przez Da Vinci Games, zaprojektowana przez Emiliano Sciarra. Rozgrywka, osadzona w realiach Dzikiego Zachodu, toczy się pomiędzy renegatem, bandytami oraz szeryfem i jego zastępcą (lub dwoma). Celem gry jest wyeliminowanie przeciwników, poprzez pozbawienie ich punktów życia.
Gra otrzymała nagrodę Origin Awards 2003 jako najlepsza gra karciana oraz za najlepszy design. Była również włoską grą roku 2002.
Wydawcą polskiej edycji gry jest Wydawnictwo Bard Centrum Gier.

## Zasady
Grę rozpoczyna szeryf.
Każda runda składa się z 3 faz:
- 1. Dobranie kart ze stosu
- 2. Zagranie kart,, tyle ile się chce. Zagrywaniem kart można pomóc sobie lub zaszkodzić innym graczom. Ograniczania:.
  - Można zagrać tylko jedną kartę Bang! na turę.
  - Nie można mieć na stole dwóch identycznych kart.
  - Wszystkie karty należy zagrywać we własnej turze, z wyjątkiem Piwka oraz Pudła. Efekt kart niebieskich nie kończy się wraz z końcem tury, ale trwa dopóki karty leżą na stole.
- 3. Odrzucenie kart aż do momentu, gdy liczba kart w ręku będzie równa liczbie posiadanych punktów życia[4].

## Zawartość pudełka z grą

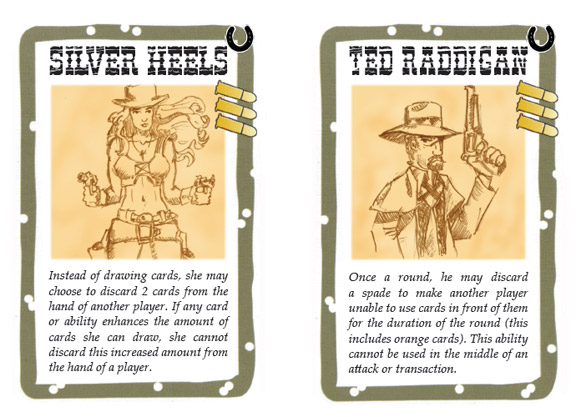
Przykładowe karty ról z nieoficjalnego dodatku

- instrukcja
- 7 plansz graczy
- 7 kart ról
- 7 skrótów zasad
- 30 żetonów nabojów
- 80 kart
- 16 kart bohaterów[5]

## Dodatki
Gra posiada cztery oficjalne rozszerzenia:
- High Noon (2003)
- Dodge City (2004)
- Fistful of Cards (2005)
- Wild West Show (2010)

## Inne wersje
- Bang! Pojedynek – gra dwuosobowa[6]
- Bang! The Dice Game – wersja kościana[7]